# Nicky Hayden
Nicholas Patrick Hayden, més conegut com a Nicky Hayden   (Owensboro, 30 de juliol de 1981 - Cesena, 22 de maig de 2017) i anomenat popularment The Kentucky Kid, fou un pilot de motociclisme nord-americà que va guanyar el campionat del món de MotoGP del 2006. Nomenat MotoGP Legend el 2015, es va morir a Itàlia el 2016 en ser envestit per un cotxe mentre anava en bicicleta prop de Rímini. El 2018 va ser incorporat a títol pòstum al Saló de la Fama de la Motocicleta de l'AMA i el 2021, al Saló de la Fama dels esports de motor d'Amèrica.

## Carrera esportiva

### Primers anys
Nascut en una família molt aficionada al motociclisme, Nicky Hayden s'hi va dedicar des de ben petit, inicialment en les modalitats del dirt track i el motocròs; el seu dorsal habitual, el 69, el manllevà del seu pare. Nicky Hayden tenia quatre germans, dos nois (Roger Lee, més petit, i Tommy, més gran) i dues noies (Jenny, la gran, i Kathleen). Roger Lee i Tommy Hayden van ser també pilots professionals de motociclisme.
El 1998, a disset anys, Nicky Hayden ja competia en la modalitat de la velocitat i va participar en el campionat AMA de Supersport (curses per a motos derivades de models de producció). Aquell any va obtenir un comodí per a participar en la ronda americana del campionat del Món de Supersport, celebrada a Laguna Seca, amb una Suzuki GSX 600R de l'equip Hypercycle Suzuki. No va poder, però, acabar la cursa. El 1999 va ser campió AMA de Supersport després d'obtenir cinc victòries durant la temporada.

### Superbike (2000-2002)

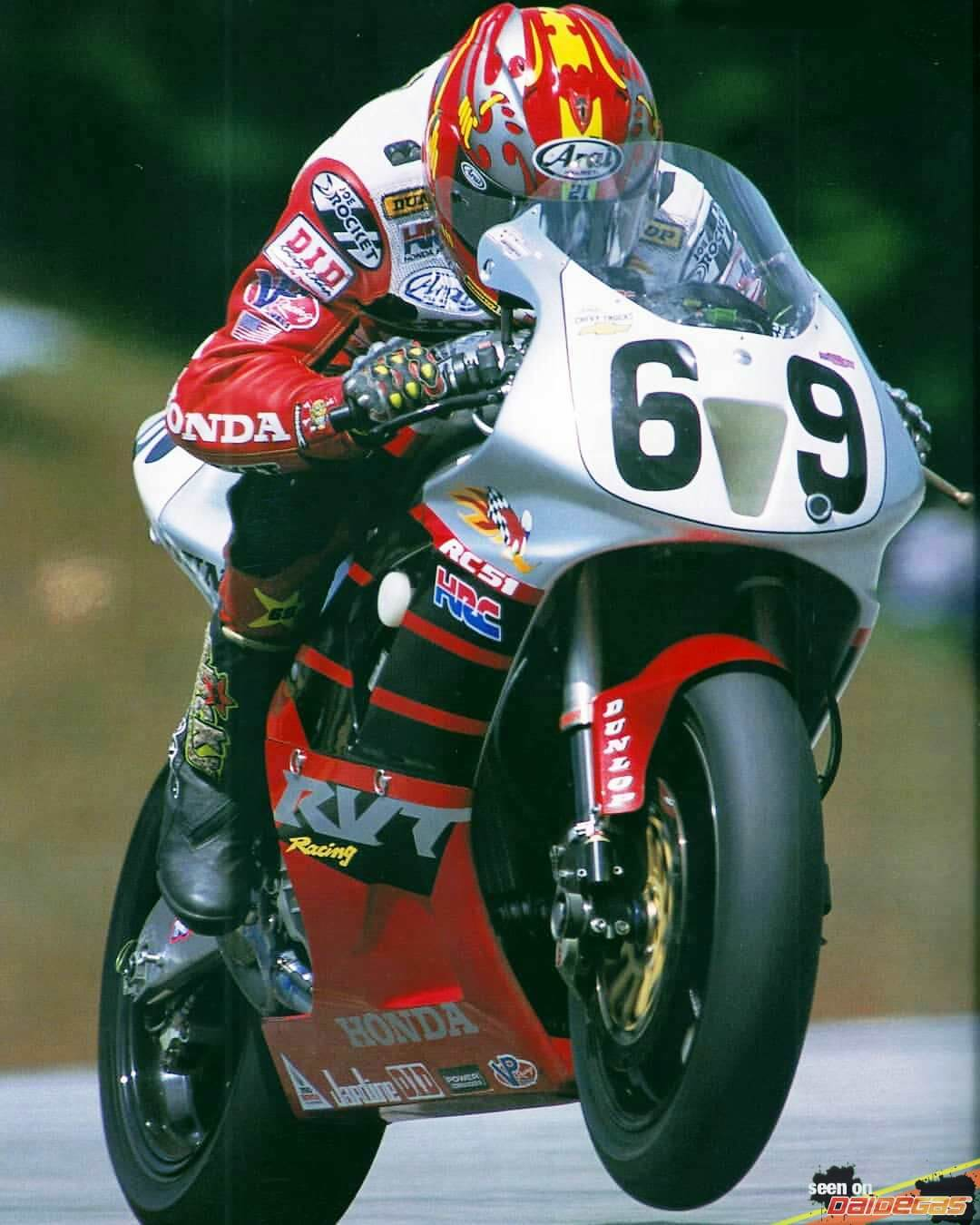
Amb l'Honda RC51 al campionat AMA Superbike cap al 2002

L'any 2000 va debutar al campionat AMA de Superbike i hi va acabar subcampió, a només 5 punts del campió Mat Mladin. El 2001 va acabar el campionat en tercer lloc i el 2002 el va guanyar després d'obtenir-hi nou victòries, esdevenint, a 21 anys, el campió més jove de la història d'aquest campionat. Aquell any, a més, va córrer com a comodí amb una Honda RC51 de l'equip American Honda a la prova de Laguna Seca del campionat del món de Superbike, on obtingué punts en ambdues curses que el van situar al vint-i-sisè lloc final del campionat.

### MotoGP (2003-2016)
Hayden va debutar al mundial de MotoGP el 2003 amb l'Honda RC211V de l'equip Repsol Honda, on tenia de company Valentino Rossi. Aquell any ja va obtenir dos tercers llocs (Gran Premi del Pacífic i Gran Premi d'Austràlia) i acabà la temporada en cinquena posició final.
El 2004, amb Alex Barros com a company, va obtenir dos nous tercers llocs (Gran Premi del Brasil i Gran Premi d'Alemanya) i fou vuitè al campionat. Aquella temporada es va haver de perdre el Gran Premi de Portugal a causa d'una fractura de clavícula que va patir mentre corria en supermoto. El 2005 va tenir a Max Biaggi de company d'equip i va aconseguir la seva primera victòria en Gran Premi, concretament al Gran Premi dels Estats Units de Laguna Seca, així com dos segons llocs (al Gran Premi d' Austràlia i al Gran Premi de la Comunitat Valenciana) i tres de tercers. Acabà la temporada en tercer lloc, darrere del campió Valentino Rossi i Marco Melandri.

#### El títol del 2006

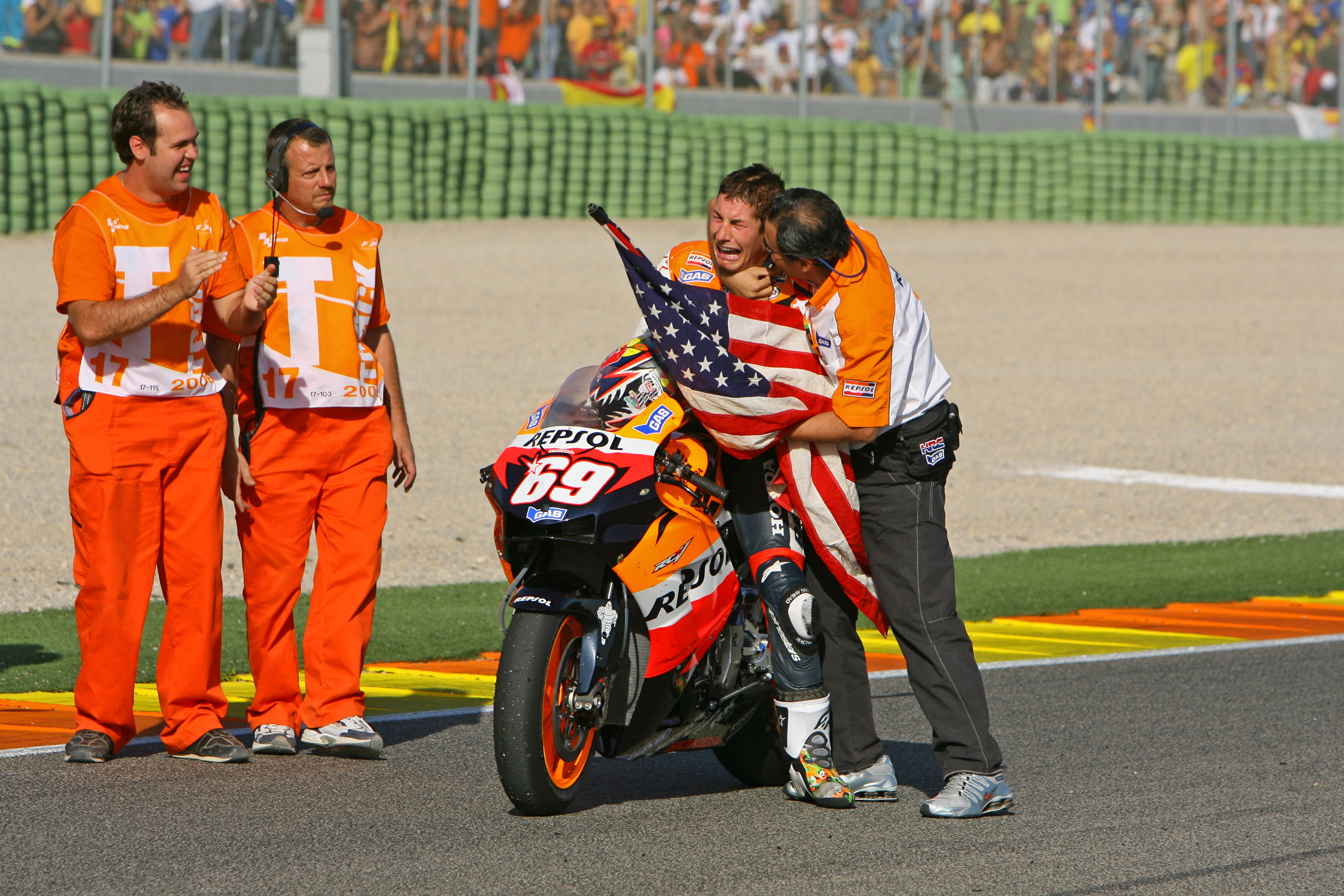
Hayden un cop acabat el GP de la Comunitat Valenciana del 2006, en què es proclamà campió del món

El 2006, gràcies a nou podis en les onze primeres curses i dues victòries (Assen i Laguna Seca), va guanyar el campionat del món de MotoGP després d'haver-ne encapçalat la classificació provisional durant gairebé tot el campionat (des del tercer Gran Premi fins al penúltim). A sis curses del final duia un avantatge de 34 punts sobre el seu company d'equip Dani Pedrosa i 51 sobre Valentino Rossi, mentre que a dues curses del final mantenia un avantatge de 12 punts sobre Rossi. Al Gran Premi de Portugal, penúltim de la temporada, va ser arrossegat fora de la pista per Dani Pedrosa, de manera que, amb la seva segona posició, Rossi es va situar al capdavant del mundial, amb 8 punts d'avantatge.
Al darrer Gran Premi de la temporada, el de la Comunitat Valenciana a Xest, Rossi, després d'haver començat malament des de la pole position, va caure mentre intentava de remuntar i Hayden, aconseguint la tercera posició, es proclamà campió del món i va interrompre així la ratxa invicta de l'italià, que havia guanyat els quatre primers campionats de la història de la categoria de MotoGP (2002-2005) a més del darrer de 500cc (2001). La resta de podis que va obtenir Hayden durant la temporada van ser tres segons llocs (Gran Premi de Qatar, Gran Premi de la Xina i Gran Premi de Catalunya) i quatre de tercers (Gran Premi d'Espanya, Gran Premi de Turquia, Gran Premi d'Itàlia i Gran Premi d'Alemanya).

#### Carrera posterior
El 2007, Hayden, que corria amb el número 1 de campió en comptes del clàssic 69, no va obtenir els resultats esperats. Va acabar el campionat en vuitena posició, amb tres tercers llocs com a millors resultats de la temporada. El 2008, de nou amb el número 69, va aconseguir només dos podis (segon a Indianàpolis i tercer a Austràlia) i va ser sisè a la classificació final. El 2009 va passar a l'equip Ducati, on va romandre cinc anys. Pilotant la Desmosedici GP9 com a company d'equip de Casey Stoner, va obtenir només un tercer lloc a Indianàpolis i acabà tretzè al campionat.

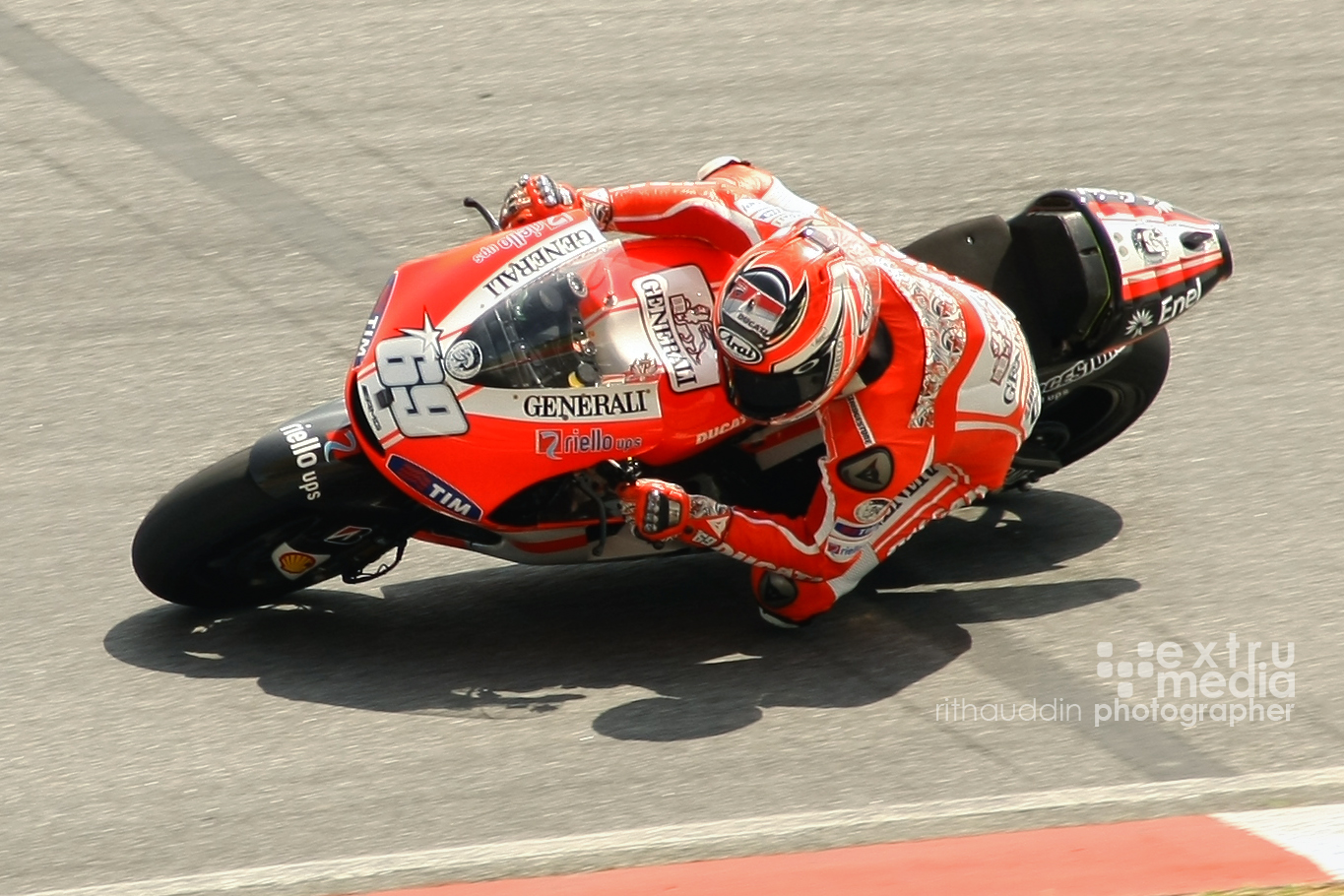
Amb la Ducati a Malàisia el 2011

Durant la temporada del 2010, Hayden va aconseguir la tercera posició al Gran Premi d'Aragó i això va portar Ducati a situar les dues motos de l'equip al podi. Va acabar la temporada en setè lloc. El 2011 es va retrobar amb Valentino Rossi com a company d'equip després d'haver-hi coincidit a Honda feia anys. Va acabar la temporada en vuitè lloc.
El 2012 es va perdre dos Grans Premis a causa de la fractura del segon i tercer metacarpià de la mà dreta que va patir en la classificació per al Gran Premi d'Indianapolis. Va acabar la temporada en novè lloc. El 2013 va tenir de company Andrea Dovizioso i va acabar la temporada de nou en novè lloc final.
El 2014 va passar a l'equip Drive M7 Aspar, on al costat d'Hiroshi Aoyama va pilotar una Honda RCV1000R amb especificacions "Open". Aquella temporada es va haver de perdre el Gran Premi d'Itàlia per un problema al canell dret, del qual es va operar després i, a causa d'això, es va perdre quatre Grans Premis més. Va acabar la temporada al setzè lloc final.
El 2015 va romandre al mateix equip, amb Eugene Laverty de company. Va tancar la seva darrera temporada a MotoGP en la vintena posició final. El 6 de novembre d'aquell any va ser inclòs al Saló de la Fama de MotoGP com a MotoGP Legend.

### Superbike (2016-2017)

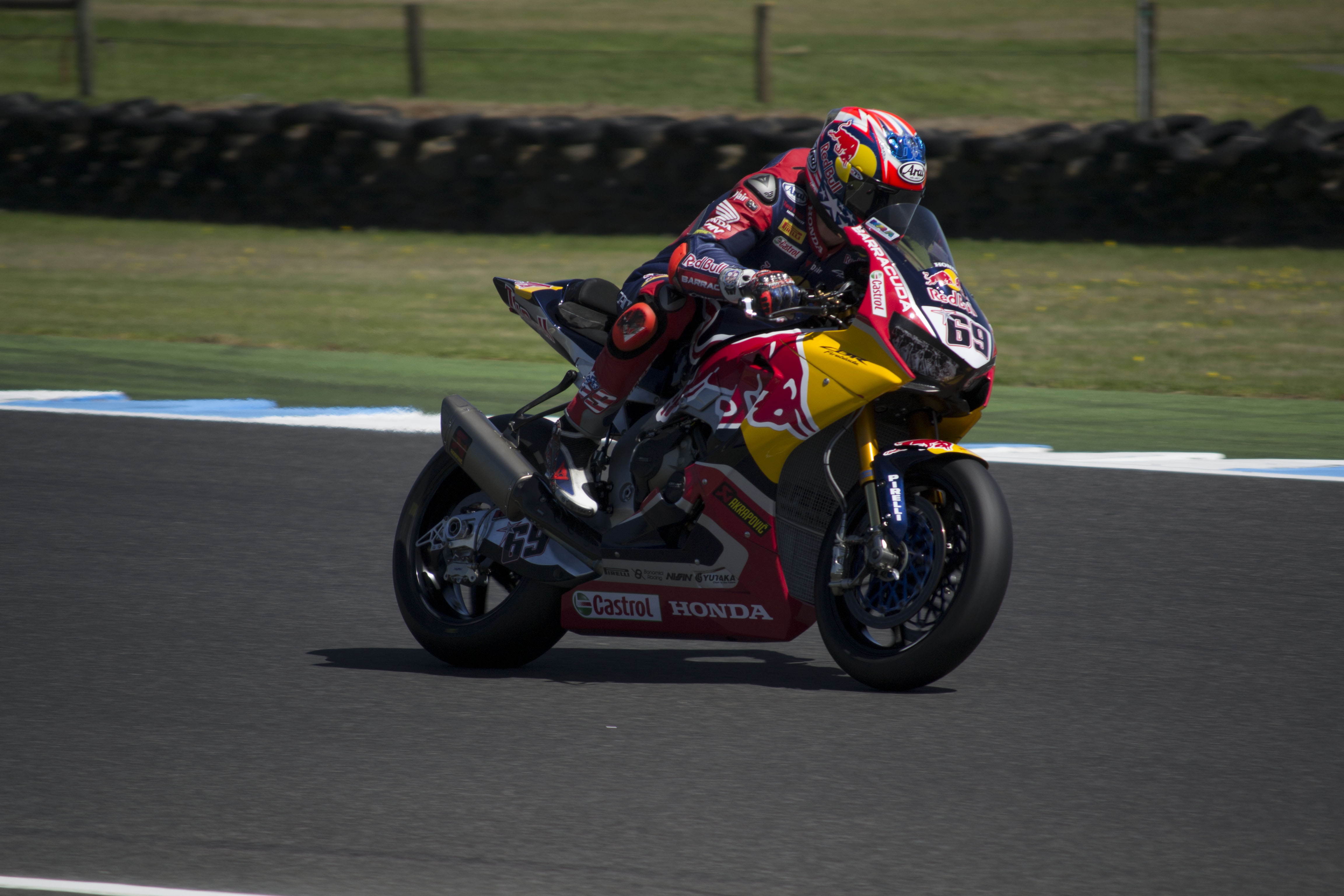
Hayden a Phillip Island durant el mundial de Superbike del 2017

Després de tretze anys al campionat del món de MotoGP, de cara al 2016 va decidir de passar al campionat del món de Superbike a bord d'una Honda CBR1000RR SP de l'equip Honda World Superbike. El 15 de maig de 2016, durant la Cursa 2 al circuit de Sepang, va obtenir la seva primera victòria en aquest campionat. Aquell mateix any va ser convocat per a substituir el lesionat Jack Miller al Gran Premi d'Aragó de MotoGP, on pilotà l'Honda RC213V de l'equip Estrella Galicia 0.0 Marc VDS. Després, arran de les fractures de clavícula i peroné que es va fer Dani Pedrosa als entrenaments del Gran Premi del Japó, a Motegi, Hayden el va substituir a Phillip Island, tornant així a portar l'equipament oficial d'Honda HRC després de vuit anys. Obtingué un sol punt al campionat, mentre que al de Superbike va acabar-hi en cinquena posició final.
El 2017, Hayden va seguir al campionat del món de Superbike amb el mateix equip i la mateixa moto que la temporada anterior. El seu company d'equip fou Stefan Bradl.

## Mort

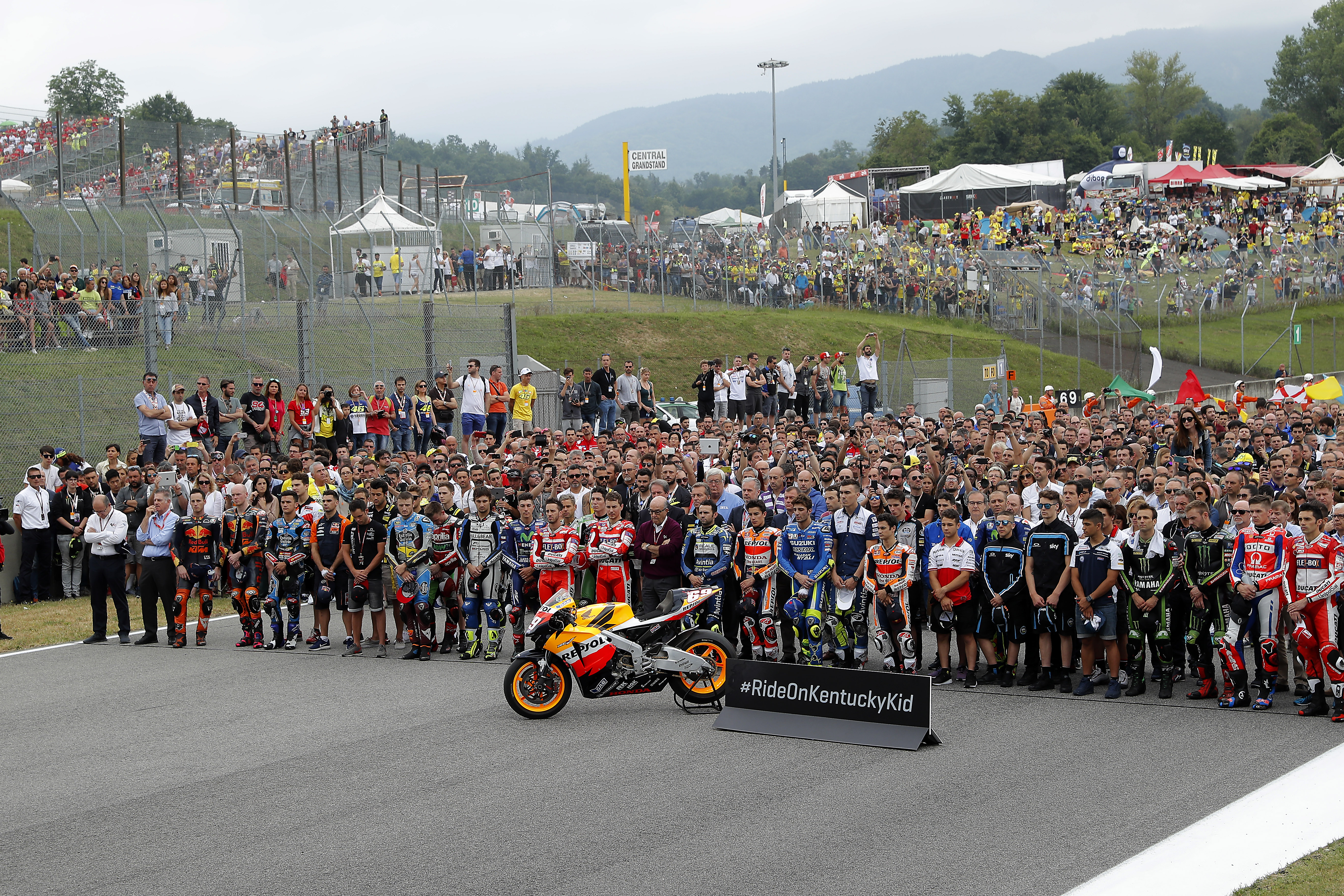
Minut de silenci en honor de Nicky Hayden a Mugello el 2017

El 17 de maig de 2017, pocs dies després d'haver competit a la ronda italiana del mundial de Superbikes d'Imola, Hayden va ser envestit per un cotxe mentre anava en bicicleta pels volts de Rímini, a la carretera provincial Riccione-Tavoleto, prop de la zona industrial de Misano Adriatico. Segons la reconstrucció dels fets, Hayden no s'hauria aturat en un senyal de Stop i hauria entrat a la carretera provincial per travessar-la a 20 km/h, mentre que el cotxe que el va atropellar hi circulava a una velocitat de 70 km/h en un tram on el límit és de 50. Segons va explicar el pèrit que va aportar al judici el conductor, encara que aquest hagués respectat aquest límit, l'impacte no s'hauria pogut evitar.
Ferit greu (extens edema cerebral i fractures múltiples de vèrtebres, fèmur i pelvis), va ser traslladat d'urgència i hospitalitzat amb pronòstic reservat primer a l'hospital de Rímini i després traslladat a l'Hospital Maurizio Bufalini de Cesena, on es va morir el 22 de maig, a 35 anys, després de cinc dies en coma. Hayden no va poder superar les greus ferides de l'accident, en especial el traumatisme cranioencefàlic, del qual no va poder ser operat.
Respectant els desitjos del difunt, els seus familiars van autoritzar l'extracció dels seus òrgans per a ser donats amb finalitats de trasplantament. El funeral es va celebrar el 29 de maig a la catedral d'Owensboro, ciutat natal del pilot. El seu cos va ser enterrat al petit cementiri baptista de Grove, a Owensboro.
El 28 d'agost de 2018, el diari Il Resto del Carlino va informar que la família de Hayden havia demandat al conductor que el va envestir per una indemnització de 6 milions d'euros. El 10 d'octubre, el conductor va ser condemnat a una pena suspesa d'un any de presó, la retirada del carnet de conduir i el pagament de les despeses judicials pel delicte d'homicidi en carretera. L'advocat defensor de l'acusat anuncià un recurs contra la sentència, a parer seu viciada per la notorietat del pilot.

## Resultats al Mundial de motociclisme

### Per temporada
| Any   | Categoria | Moto            | Equip                | Curses | Victòries | Podis | Poles | FLaps | Punts | Posició | Títols |
| ----- | --------- | --------------- | -------------------- | ------ | --------- | ----- | ----- | ----- | ----- | ------- | ------ |
| 2003  | MotoGP    | Honda RC211V    | Repsol Honda Team    | 16     | 0         | 2     | 0     | 0     | 130   | 5è      | –      |
| 2004  | MotoGP    | Honda RC211V    | Repsol Honda Team    | 15     | 0         | 2     | 0     | 0     | 117   | 8è      | –      |
| 2005  | MotoGP    | Honda RC211V    | Repsol Honda Team    | 17     | 1         | 6     | 3     | 2     | 206   | 3r      | –      |
| 2006  | MotoGP    | Honda RC211V    | Repsol Honda Team    | 17     | 2         | 10    | 1     | 2     | 252   | 1r      | 1      |
| 2007  | MotoGP    | Honda RC212V    | Repsol Honda Team    | 18     | 0         | 3     | 1     | 1     | 127   | 8è      | –      |
| 2008  | MotoGP    | Honda RC212V    | Repsol Honda Team    | 16     | 0         | 2     | 0     | 1     | 155   | 6è      | –      |
| 2009  | MotoGP    | Ducati GP9      | Ducati Marlboro Team | 17     | 0         | 1     | 0     | 0     | 104   | 13è     | –      |
| 2010  | MotoGP    | Ducati GP10     | Ducati Team          | 18     | 0         | 1     | 0     | 0     | 163   | 7è      | –      |
| 2011  | MotoGP    | Ducati GP11     | Ducati Team          | 17     | 0         | 1     | 0     | 1     | 132   | 8è      | –      |
| 2012  | MotoGP    | Ducati GP12     | Ducati Team          | 16     | 0         | 0     | 0     | 0     | 122   | 9è      | –      |
| 2013  | MotoGP    | Ducati GP13     | Ducati Team          | 18     | 0         | 0     | 0     | 0     | 126   | 9è      | –      |
| 2014  | MotoGP    | Honda RCV1000R  | Drive M7 Aspar       | 13     | 0         | 0     | 0     | 0     | 47    | 16è     | –      |
| 2015  | MotoGP    | Honda RC213V-RS | Aspar MotoGP Team    | 18     | 0         | 0     | 0     | 0     | 16    | 20è     | –      |
| 2016  | MotoGP    | Honda RC213V    | EG 0.0 Marc VDS      | 2      | 0         | 0     | 0     | 0     | 1     | 26è     | –      |
| 2016  | MotoGP    | Honda RC213V    | Repsol Honda Team    | 2      | 0         | 0     | 0     | 0     | 1     | 26è     | –      |
| Total |           |                 |                      | 218    | 3         | 28    | 5     | 7     | 1698  |         | 1      |

### Per categoria
| Categoria | Anys      | 1r GP     | 1r Podi      | 1a victòria       | Curses | Victòries | Podis | Poles | FLaps | Punts | Títols |
| --------- | --------- | --------- | ------------ | ----------------- | ------ | --------- | ----- | ----- | ----- | ----- | ------ |
| MotoGP    | 2003–2016 | 2003 Japó | 2003 Pacífic | 2005 Estats Units | 218    | 3         | 28    | 5     | 7     | 1.698 | 1      |
| Total     | 2003–2016 |           |              |                   | 218    | 3         | 28    | 5     | 7     | 1.698 | 1      |

### Curses per any
Barem de puntuació de 1993 ençà:
| Posició | 1  | 2  | 3  | 4  | 5  | 6  | 7 | 8 | 9 | 10 | 11 | 12 | 13 | 14 | 15 |
| Punts   | 25 | 20 | 16 | 13 | 11 | 10 | 9 | 8 | 7 | 6  | 5  | 4  | 3  | 2  | 1  |

(Ids. Grans Premis | Llegenda) (Curses en negreta indiquen pole; curses en  itàlica indiquen volta ràpida)
| Any  | Categoria | Moto   | 1       | 2       | 3       | 4       | 5       | 6       | 7       | 8      | 9       | 10      | 11      | 12      | 13     | 14      | 15      | 16      | 17      | 18      | Pos | Pts |
| ---- | --------- | ------ | ------- | ------- | ------- | ------- | ------- | ------- | ------- | ------ | ------- | ------- | ------- | ------- | ------ | ------- | ------- | ------- | ------- | ------- | --- | --- |
| 2003 | MotoGP    | Honda  | JPN 7   | RSA 7   | ESP Ret | FRA 12  | ITA 12  | CAT 9   | NED 11  | GBR 8  | GER 5   | CZE 6   | POR 9   | RIO 5   | PAC 3  | MAL 4   | AUS 3   | VAL 16  |         |         | 5è  | 130 |
| 2004 | MotoGP    | Honda  | RSA 5   | ESP 5   | FRA 11  | ITA Ret | CAT Ret | NED 5   | RIO 3   | GER 3  | GBR 4   | CZE Ret | POR     | JPN Ret | QAT 5  | MAL 4   | AUS 6   | VAL Ret |         |         | 8è  | 117 |
| 2005 | MotoGP    | Honda  | ESP Ret | POR 7   | CHN 9   | FRA 6   | ITA 6   | CAT 5   | NED 4   | USA 1  | GBR Ret | GER 3   | CZE 5   | JPN 7   | MAL 4  | QAT 3   | AUS 2   | TUR 3   | VAL 2   |         | 3r  | 206 |
| 2006 | MotoGP    | Honda  | ESP 3   | QAT 2   | TUR 3   | CHN 2   | FRA 5   | ITA 3   | CAT 2   | NED 1  | GBR 7   | GER 3   | USA 1   | CZE 9   | MAL 4  | AUS 5   | JPN 5   | POR Ret | VAL 3   |         | 1r  | 252 |
| 2007 | MotoGP    | Honda  | QAT 8   | ESP 7   | TUR 7   | CHN 12  | FRA Ret | ITA 10  | CAT 11  | GBR 17 | NED 3   | GER 3   | USA Ret | CZE 3   | SM 13  | POR 4   | JPN 9   | AUS Ret | MAL 9   | VAL 8   | 8è  | 127 |
| 2008 | MotoGP    | Honda  | QAT 10  | ESP 4   | POR Ret | CHN 6   | FRA 8   | ITA 13  | CAT 8   | GBR 7  | NED 4   | GER 13  | USA 5   | CZE     | SM DNS | INP 2   | JPN 5   | AUS 3   | MAL 4   | VAL 5   | 6è  | 155 |
| 2009 | MotoGP    | Ducati | QAT 12  | JPN Ret | ESP 15  | FRA 12  | ITA 12  | CAT 10  | NED 8   | USA 5  | GER 8   | GBR 15  | CZE 6   | INP 3   | SM Ret | POR 8   | AUS 15  | MAL 5   | VAL 5   |         | 13è | 104 |
| 2010 | MotoGP    | Ducati | QAT 4   | ESP 4   | FRA 4   | ITA Ret | GBR 4   | NED 7   | CAT 8   | GER 7  | USA 5   | CZE 6   | INP 6   | SM Ret  | ARA 3  | JPN 12  | MAL 6   | AUS 4   | POR 5   | VAL Ret | 7è  | 163 |
| 2011 | MotoGP    | Ducati | QAT 9   | ESP 3   | POR 9   | FRA 7   | CAT 8   | GBR 4   | NED 5   | ITA 10 | GER 8   | USA 7   | CZE 7   | INP 14  | SM Ret | ARA 7   | JPN 7   | AUS 7   | MAL C   | VAL Ret | 8è  | 132 |
| 2012 | MotoGP    | Ducati | QAT 6   | ESP 8   | POR 11  | FRA 6   | CAT 9   | GBR 7   | NED 6   | GER 10 | ITA 7   | USA 6   | INP DNS | CZE     | SM 7   | ARA Ret | JPN 8   | MAL 4   | AUS 8   | VAL Ret | 9è  | 122 |
| 2013 | MotoGP    | Ducati | QAT 8   | AME 9   | ESP 7   | FRA 5   | ITA 6   | CAT Ret | NED 11  | GER 9  | USA 8   | INP 9   | CZE 8   | GBR 8   | SM 9   | ARA 9   | MAL Ret | AUS 7   | JPN 9   | VAL 8   | 9è  | 126 |
| 2014 | MotoGP    | Honda  | QAT 8   | AME 11  | ARG 11  | ESP 11  | FRA Ret | ITA DNS | CAT 12  | NED 17 | GER 14  | INP     | CZE     | GBR     | SM     | ARA 9   | JPN 14  | AUS 10  | MAL Ret | VAL 13  | 16è | 47  |
| 2015 | MotoGP    | Honda  | QAT 17  | AME 13  | ARG 16  | ESP 17  | FRA 11  | ITA Ret | CAT Ret | NED 16 | GER 16  | INP 16  | CZE 17  | GBR 12  | SM 17  | ARA 15  | JPN 13  | AUS Ret | MAL 16  | VAL 17  | 20è | 16  |
| 2016 | MotoGP    | Honda  | QAT     | ARG     | AME     | ESP     | FRA     | ITA     | CAT     | NED    | GER     | AUT     | CZE     | GBR     | SM     | ARA 15  | JPN     | AUS 17  | MAL     | VAL     | 26è | 1   |